# José Alarcón
Pour les articles homonymes, voir Alarcon.
Alarcón  Morales est un nom espagnol. Le premier nom de famille, en général paternel, est Alarcón ; le second, en général maternel, souvent omis, est Morales.
José Alarcón (né le 12 juin 1988 à El Vigía) est un coureur cycliste vénézuélien.

## Biographie
Après avoir remporté le Clasico Corre por la Vida, classé en catégorie 1.2 par l'UCI, en mai 2007, à 18 ans, Alarcón se distingue pendant plusieurs années sur les deux grandes courses par étapes vénézuéliennes, le Tour du Táchira, où il termine 8e en 2009, et le Tour du Venezuela, où il termine deux fois 4e en 2008 et 2009. En début de saison 2010, il accumule les victoires professionnelles, sur le Tour du Táchira en janvier, où il remporte trois étapes et s’adjuge la deuxième du classement général derrière José Rujano, puis au Tour de Cuba, dont il remporte la 8e étape, et où il se classe à nouveau deuxième.

## Palmarès
- 2007
  - Clasico Corre por la Vida
- 2008
  - 2e du championnat du Venezuela sur route espoirs
- 2009
  - 8e étape du Tour du Táchira
  - 2e du Clásico Virgen de la Consolación de Táriba
- 2010
  - 4e, 9e et 12e étapes du Tour du Táchira
  - 8e étape du Tour de Cuba
  - 2e du Tour du Táchira
  - 2e du Tour de Cuba
  - 2e du championnat du Venezuela du contre-la-montre espoirs
  - 2e du championnat du Venezuela sur route espoirs
  - 2e du Tour du Venezuela
- 2013
  - 2e de la Classique de l'anniversaire de la fédération vénézuélienne de cyclisme
- 2015
  - Tour du Venezuela :
    - Classement général
    - 3e étape
- 2016
  - 7e étape du Tour du Venezuela
  - 2e du championnat du Venezuela du contre-la-montre
  - 3e du Tour du Venezuela
- 2017
  - 2e du championnat du Venezuela du contre-la-montre
- 2018
  - 2e du Tour du Venezuela
  - 3e du championnat du Venezuela du contre-la-montre
- 2021
  - 7e étape du Tour du Táchira
- 2022
  -  Champion du Venezuela du contre-la-montre par équipes[1]
  - 7e étape du Tour du Táchira
  - 2e du championnat du Venezuela du contre-la-montre
- 2023
  - Tour du Táchira : 
    - Classement général
    - 5e et 7e étapes

  - 1re étape du Clásico RCN
- 2025
  - 3e du Tour du Táchira

## Classements mondiaux
| Année                                 | 2007 | 2008 | 2009 | 2010 | 2011 | 2012 | 2013 | 2014 | 2015 | 2016 | 2017  | 2018  | 2019  | 2020 | 2021  | 2022  | 2023 |
| ------------------------------------- | ---- | ---- | ---- | ---- | ---- | ---- | ---- | ---- | ---- | ---- | ----- | ----- | ----- | ---- | ----- | ----- | ---- |
| Classement mondial                    |      |      |      |      |      |      |      |      |      | 738e | 1490e | 1231e | 1342e | nc   | 1282e | 1139e | 983e |
| UCI America Tour                      | 80e  | 117e | 52e  | 4e   | 127e | 331e | 69e  | 182e | 19e  | 61e  | 153e  | 103e  | 189e  | nc   | 200e  | 141e  | nc   |
|                                       |      |      |      |      |      |      |      |      |      |      |       |       |       |      |       |       |      |
| Légende : nc = non classéSource : UCI |      |      |      |      |      |      |      |      |      |      |       |       |       |      |       |       |      |